# Södra Vånga landskommun
Södra Vånga landskommun var en tidigare kommun i dåvarande Älvsborgs län.

## Administrativ historik
Kommunen bildades i Vånga socken i Ås härad i Västergötland när 1862 års kommunalförordningar trädde i kraft. Namnet var före 1 januari 1886 Vånga landskommun (beslutat 17 april 1885).
Vid kommunreformen 1952 uppgick kommunen i Hökerums landskommun som 1974 uppgick i Ulricehamns kommun.